# Barátok közt (16. évad)
A Barátok közt 16. évadát 2013. augusztus 21-től 2014. július 4-ig vetítette az RTL Klub.

## Az évad szereplői
- Bambi (Török Anna)
- Bartha Zsolt (Rékasi Károly)
- Bartha Krisztián (Seprenyi László)
- Berényi Attila (Domokos László)
- Berényi Balázs (Aradi Balázs)
- Berényi Claudia (Ábrahám Edit) (2014. márciusig, december)
- Berényi Miklós (Szőke Zoltán)
- Berényi Tímea (Jelinek Éva)
- Bokros Ádám (Solti Ádám)
- Bokros Gizella (Gyebnár Csekka)
- Bokros Linda (Munkácsy Kata)
- Dr. Balogh Nóra (Varga Izabella)
- Fekete Alíz (Nagy Alexandra)
- Fekete Bözsi (Szilágyi Zsuzsa)
- Fekete Luca (Koller Virág)
- Fekete Szabolcs (Bozsek Márk)
- Holman Hanna (Nyári Diána)
- Illés Júlia (Mérai Katalin)
- Illés Máté (Puha Kristóf)
- Illés Péter (Kiss Péter Balázs)
- Kertész Géza (Németh Kristóf)
- Kertész Vilmos (Várkonyi András)
- Kiss Vazul (Katkó Ferenc)
- Kornyai Emília (Kóró) (Pécsi Ildikó) (2013. szeptember-október)
- Lénárt Zalán (Kiss Ernő Zsolt)
- Nagy Tóbiás (Józan László) (2013.szeptember-2014.január,májustól)
- Nádor Kinga (Balogh Edina)
- Novák László (Tihanyi-Tóth Csaba)
- Szilágyi Andrea (Deutsch Anita)
- Szilágyi Oszkár (Z. Lendvai József)
- Szentmihályi Zsófia (Lékai-Kiss Ramóna)
- Török Jónás (Tóth Máté)
- Vályogos Roxi (Schmidt Sára)
- Wu Cheng (Lee Henrik)
- Bambi (Török Anna) (2014. április)